# 시툰구

시툰 구의 위치

시툰구(한국어: 서둔구, 중국어: 西屯區, 병음: Xītún Qū)는 중화민국 타이중시의 시할구이다. 넓이는 39.8467km2이고, 인구는 2019년 9월 기준으로 230,006명이다.

## 역사
시툰 구는 원래 평포족 파자헤 족(Pazehe)의 거주지였다. 전승에 의하면 1701년에 왕성초(王成楚)라는 인물이 170명을 인솔해 이두점(현재의 난툰 구)에서 이곳으로 이주해 논을 개간한 것이 시작이라고 한다. 도광 연간에는 취락이 발전해 거리가 형성되어 서대돈가(西大墩街)로 불리고 있었다. 또 벌자계(筏子渓) 하안의 마룡담(馬龍潭)은 강희 말년에 이주가 진행되어 여문의(余文儀)가 편찬한 《대만부지》에 의하면 건륭 연간 중기에는 마룡담과 수굴두(水崛頭)의 사이에 취락이 형성되어 있었다는 기록이 있다. 이러한 기록에 의해 도광 연간에 서대돈(西大墩), 수굴두, 마룡담, 항미(港尾), 상석패(上石牌), 하석패(下石牌) 등의 지역이 개발된 것을 알 수 있다. 도광 연간에는 장화에서 오일(烏日), 남둔(南屯), 서둔(西屯)을 거쳐 대아(大雅)에 이르는 남북 교통망인 현재의 광명로(光明路)가 형성되었고 광서 연간에는 동대돈(東大墩) 북문에서 서대돈, 대두(大肚)를 거쳐 사록(沙鹿)에 이르는 현재의 서둔로(西屯路)가 정비되어 대만 중부의 상업 중심지로서 서둔이 번창하고 있었다.
청대에는 대만현 속동하보에 속했던 시툰이지만 1895년에 일본의 통치가 시작되면서 대중현 서대둔구 속동하보로 개편되었다. 1920년 10월 1일에는 시툰 장이 설치되어 타이중 주 다이툰 군의 관할이 되었다. 2차 대전 후인 1946년, 타이중 현 다이툰 구 시툰 향으로 개편되었고 이후 1947년 2월 1일에 타이중 시의 확대와 함께 타이중 시에 속하는 시툰 구로 개칭해 현재에 이르고 있다.

## 주요 기관
- 타이중시청
- 타이중시의회
- 타이중시경찰서
- 중화민국 위생복리부 중앙건강보험서 중구업무조
- 중화민국 재정부 중구국세국 타이중지국
- 중화민국 경제부 공업국 타이중공업지역 사무소
- 중화민국 과기부 중부과학단지 관리국
- 시툰구청

## 교육
- 둥하이 대학
- 펑자 대학

## 교통
- 국도 1호선
- 성도 74호선
- 성도 12호선
- 성도 1을(乙) 호선
- 시도 125호선
- 시도 127호선
- 타이중 첩운 녹선

## 관광
- 타이중 메트로폴리탄 공원
- 타이중 중앙공원
- 둥하이 대학 루스 메모리얼 채플
- 둥하이 대학 목장
- 타이중 국가 오페라 극장
- 메이플 가든
- 후일라이 기념물 고고공원
- 펑자 야시장